# Brushy Mountains
Brushy Mountains er en bjergkæde i det nordvestlige North Carolina i USA. Bjergkæden er en isoleret udløber af Blue Ridge Mountains, men adskilt fra denne bjergkæde af Yadkin River floddalen.
Bjergkæden, der danner vandskel mellem Yadkin River og Catawba River, løber over en strækning af 72 km i retning fra sydvest mod nordvest (eller omvendt). Bjergkæden er ikke mere end mellem 6 og 13 kilometer bred. Bjergkæden løber gennem 5 amter i staten, Alexander County, Caldwell County, Iredell County, Wilkes County og Yadkin County.
På grund af kraftig erosion er bjergkæden ikke særligt høj. Det højeste punkt er Pores Knob i Wilkes County med 818 meter. Hibriten Mountain i Caldwell County, som markerer den vestlige ende af bjergkæden, er 674 meter over havet. Dette bjerg ligger inden for bygrænsen i byen Lenoir. De højeste punkter i Alexander County og Iredell County, henholdsvis Hickory Mountain (780 meter), og Fox Mountain (536 meter) ligger også i Brushy Mountains. Den gennemsnitlige højde i bjergene er omkring 300 meter.
Bjergene, der lokalt er kendt som "The Brushies", er kendt for deres mange æbleplantager, og byen North Wilkesboro afholder en årlig "Brushy Mountain Apple Festival". Tidligere var egnen også kendt som en af de største leverandører af ulovlig, hjemmebrændt spiritus, og mange senere berømte stockcarkørere har fået deres debut som chauffører i ulovlige spiritustransporter.
36°02′01″N 81°12′45″V / 36.0337°N 81.2126°V